# 井伊直章
井伊 直章（いい なおあき、生年不詳）は、戦国時代から江戸時代初期にかけての武将である。通称井伊左近直章。

## 略歴
1614年大坂冬の陣が勃発すると、大坂城に籠城する。城の東の警備を任された寄合衆の一人である。『大阪城誌』では井伊右近丞直章と記録され、200石の知行を秀頼に与えられていたとされる。徳川家家臣の井伊氏との関係性は不明。